# Mistrovství Evropy juniorů v ledním hokeji 1998
Mistrovství Evropy juniorů v ledním hokeji 1998 byl 31. a poslední ročník této soutěže. Turnaj hostila od 11. do 18. dubna švédská města Mora a Malung. Hráli na něm hokejisté narození v roce 1980 a mladší. Další rok byla soutěž nahrazena mistrovstvím světa do 18 let.

## Výsledky

### Základní skupiny
| Poř. | Tým    | RUS | FIN | CZE  | NOR  | Z | V | R | P | Skóre | B |
| ---- | ------ | --- | --- | ---- | ---- | - | - | - | - | ----- | - |
| 1.   | Rusko  | —   | 4:1 | 2:2  | 5:1  | 3 | 2 | 1 | 0 | 11:4  | 5 |
| 2.   | Finsko | 1:4 | —   | 7:2  | 8:0  | 3 | 2 | 0 | 1 | 16:6  | 4 |
| 3.   | Česko  | 2:2 | 2:7 | —    | 12:1 | 3 | 1 | 1 | 1 | 7:8   | 3 |
| 4.   | Norsko | 1:5 | 0:8 | 1:12 | —    | 3 | 0 | 0 | 3 | 2:25  | 0 |

| Poř. | Tým       | SWE  | SUI | SVK | UKR  | Z | V | R | P | Skóre | B |
| ---- | --------- | ---- | --- | --- | ---- | - | - | - | - | ----- | - |
| 1.   | Švédsko   | —    | 6:0 | 5:3 | 13:1 | 3 | 3 | 0 | 0 | 24:4  | 6 |
| 2.   | Švýcarsko | 0:6  | —   | 4:1 | 5:1  | 3 | 2 | 0 | 1 | 9:8   | 4 |
| 3.   | Slovensko | 3:5  | 1:4 | —   | 5:1  | 3 | 1 | 0 | 2 | 9:10  | 2 |
| 4.   | Ukrajina  | 1:13 | 1:5 | 1:5 | —    | 3 | 0 | 0 | 3 | 3:23  | 0 |

### Finálová skupina
Vzájemné výsledky ze základních skupin se započetly postupujícím i do finálové. Umístění v této skupině bylo konečným výsledkem mužstev na turnaji
| Poř. | Tým       | SWE   | FIN   | RUS   | CZE   | SUI   | SVK   | Z | V | R | P | Skóre | B |
| ---- | --------- | ----- | ----- | ----- | ----- | ----- | ----- | - | - | - | - | ----- | - |
| 1.   | Švédsko   | —     | 2:2   | 5:1   | 4:6   | (6:0) | (5:3) | 5 | 3 | 1 | 1 | 22:12 | 7 |
| 2.   | Finsko    | 2:2   | —     | (1:4) | (7:2) | 3:2   | 4:2   | 5 | 3 | 1 | 1 | 17:10 | 7 |
| 3.   | Rusko     | 1:5   | (4:1) | —     | (2:2) | 4:0   | 2:1   | 5 | 3 | 1 | 1 | 13:9  | 7 |
| 4.   | Česko     | 6:4   | (2:7) | (2:2) | —     | 7:1   | 5:3   | 5 | 3 | 1 | 1 | 21:17 | 7 |
| 5.   | Švýcarsko | (0:6) | 2:3   | 0:4   | 1:7   | —     | (4:1) | 5 | 1 | 0 | 4 | 7:20  | 2 |
| 6.   | Slovensko | (3:5) | 2:4   | 1:2   | 3:5   | (1:4) | —     | 5 | 0 | 0 | 5 | 10:20 | 0 |

### O 7. místo
Norsko - Ukrajina 2:1 na zápasy (1:2, 4:3, 5:2)
Všichni účastníci získali právo startovat na mistrovství světa do 18 let 1999, nikdo nesestoupil.

## Turnajová ocenění
|                            | Brankář         | Obránce                       | Útočníci                                    |
| -------------------------- | --------------- | ----------------------------- | ------------------------------------------- |
| Ceny direktoriátu IIHF     | Kristian Antila | Mikko Jokela                  | Daniel Sedin                                |
| All-Star Tým (podle médií) | Kristian Antila | Mikko Jokela, Dmitrij Kalinin | Denis Švidkij, Daniel Sedin, Marko Ahosilta |

### Produktivita
|               | Góly | Asistence | Bbody |
| ------------- | ---- | --------- | ----- |
| Daniel Sedin  | 3    | 8         | 11    |
| Denis Švidkij | 2    | 9         | 11    |
| Michal Sivek  | 4    | 6         | 10    |
| Henrik Sedin  | 5    | 4         | 9     |
| Milan Kraft   | 5    | 3         | 8     |

## Mistři Evropy - Švédsko
- Brankáři: Johan Asplund, Tobias Bössfall
- Obránci: Christian Bäckman, Gabriel Karlsson, Rickard Borgqvist, Patrik Lindfors, Peter Messa, Jonas Westerholm, Kristofer Gustavsson, David Nyström, Niklas Kronwall
- Útočníci: Henrik Sedin, Daniel Sedin, Jonas Frögren, Per Hallin, David Svee, Tony Mårtensson, Christian Berglund, Göran Lindbom, Rickard Wallin, Henrik Zetterberg, Mattias Weinhandl

## Česká reprezentace
- Brankáři: Michal Láníček, Zdeněk Šmíd
- Obránci: Petr Svoboda, David Hájek, Zdeněk Kutlák, Josef Jindra, Angel Krstev, Vladimír Sičák, Jan Chotěborký, Daniel Vilášek
- Útočníci: Jaroslav Kristek, Milan Kraft, Michal Sivek, Zbyněk Irgl, Josef Vašíček, Josef Svoboda, Jan Sochor, Daniel Boháč, Pavel Brendl, Michal Trávníček, Aleš Padělek, Tomáš Martinák

## Nižší skupiny

### B skupina
Šampionát B skupiny se odehrál ve Füssena a Memmingenu v Německu, postup na mistrovství světa do 18 let 1999 si vybojovala domácí reprezentace.
1. Německo
2. Itálie
3. Polsko
4. Maďarsko
5. Bělorusko
6. Dánsko
7. Francie
8. Velká Británie

### C skupina
Šampionát C skupiny se odehrál v Záhřebu v Chorvatsku, vyhráli jej Rakušané.
1. Rakousko
2. Lotyšsko
3. Litva
4. Slovinsko
5. Rumunsko
6. Estonsko
7. Jugoslávie
8. Chorvatsko

### D skupina
Šampionát D skupiny se odehrál v Lucemburku v Lucembursku, vyhráli jej Kazaši.
1. Kazachstán
2. Nizozemsko
3. Belgie
4. Španělsko
5. Bulharsko
6. Izrael
7. Island
8. Lucembursko